# Катастрофа Су-27 под Арабовщиной (1996)
Катастрофа Су-27 под Арабовщиной — крушение самолёта у села Арабовщина Барановичского района Брестской области 23 мая 1996 года во время тренировочного полёта истребителя белорусской авиации.
23 мая 1996 года Владимир Карват выполнил учебно-тренировочный полёт по упражнению 314 «Курса боевой подготовки истребительной авиации» на самолёте Су-27 с бортовым номером 29. Учение включало в себя полёты в облаках с большими углами крена, отработку тактических приёмов воздушного боя в облаках на малой высоте в сложных метеоусловиях в ночное время.
Рейс начался в 22:44:31. В 22:52, когда самолёт находился на высоте 900 метров, при скорости 540 км/ч, Карват сообщил, что загорелась панель падения давления в первой гидросистеме. С земли ему приказали немедленно вернуться на базу. Через 29 секунд исчезло первое сообщение о неисправности гидросистемы, но практически сразу стали появляться другие неисправности. На высоте 600 м и скорости 440 км/ч перестала работать система управления.
Лётчик получил команду катапультироваться, но в это время самолёт находился над сёлами Арабовщина и Великое Гатища, и Карват до последнего пытался увести самолёт в сторону. В 22:54, через 14 секунд после сообщения о том, что самолёт стал неуправляемым, Су-27 рухнул в километре от Арабовщины.
В фильме " Обыкновенный герой " (2004 г.) о Владимире Карвате Александр Морфицкий (с 2003 г. — командир 61-й истребительной авиабазы) рассказал о той катастрофе:
Он действительно совершил подвиг. Взял самолёт. Все равно 24 тонны, 4 тонны топлива, если бы оно упало где-нибудь на населенный пункт, там бы ни один дом не сгорел. Жертв было бы много, тем более, что дело было ночью, все люди были в своих домах, последствия были бы самые печальные.
Свидетелями катастрофы стали многие местные жители, которые тут же бросились на помощь. Самолёт загорелся, местные жители пытались вытащить тело из кабины. Ремни были перерезаны топором, но пилота вытащить не удалось. Через 20 минут из Городища прибыли пожарные, которым удалось не допустить возгорания кабины пилота, а затем потушить пламя, но Карват погиб при падении. Тело пилота вытащили только на следующий день.
Согласно выводам комиссии по расследованию причин, авария произошла из-за возгорания левого обтекателя хвостовой части. Гидравлическая система дала течь, электрические кабели сгорели, и самолёт потерял управление.
Прощались с Карватом в Барановичах. Похоронен 26 мая 1996 года в Бресте. 21 ноября 1996 года ему присвоено звание Герой Беларуси.